# Anton de Bary
Heinrich Anton de Bary ( 26 de enero de 1831 - 19 de enero de 1888) fue un cirujano, botánico, microbiólogo, algólogo, y micólogo alemán. Es considerado fundador del estudio de las enfermedades vegetales o fitopatología.
Heinrich Anton de Bary fue pionero en el estudio de los hongos y de las algas. Sus numerosos estudios sobre historia vital de hongos, y su contribución a la comprensión de algas y de tracheobiontas son referenciales en Biología. Está considerado fundador de la micología.

## Biografía
Nace en Fráncfort del Meno, Alemania. Era uno de los 10 hijos de August Theodor de Bary (1802-1873) y de Emilie Meyer y tenía ascendencia belga (Tournai). Su padre era médico y llevaba a Heinrich a excursiones de un grupo de naturalistas que colectaban especímenes en la campaña. Su precoz interés en plantas y en el examen de champiñones y de algas le fue inspirado por George Fresenius, un doctor experto en talófitas que enseñaba Botánica en el Senckenberg Institut.
En 1848, se diploma en el Colegio de Fráncfort, y comienza a estudiar medicina en Heidelberg, y luego en Marburg.
En 1850, parte a Berlín para seguir sus estudios de medicina, desarrollando su interés en la Botánica. En 1853 se recibe de médico en Berlín, mas su "síntesis final de graduación" fue un tratado de Botánica "De plantarum generatione sexuali" y publica ese mismo año un libro sobre los champiñones heterobasidiomicetes.
En 1861, se casa con Antonie Einert, teniendo cuatro hijos. Fallece de un tumor en la mandíbula previo a una cirugía, el 19 de enero de 1888, en Estrasburgo.

## Debuts profesionales
Con su diploma, de Bary practica un tiempo la medicina en Fráncfort, para retornar a la Botánica, y es concurrente ad honorem a la Universidad de Tubingen, donde trabaja como asistente del Dr. Hugo von Mohl (1805-1872).
En 1855 sucede al célebre botánico Karl Wilhelm von Nägeli (1818-1891) en Friburgo de Brisgovia, donde pone en marcha el laboratorio de Botánica, muy perfeccionado para la época, y dirige a muchos estudiantes.
En 1867 se incorpora a la Universidad de Halle-Wittenberg para suceder al profesor Diederich Franz Leonhard von Schlechtendal que, con Hugo von Mohl, había cofundado el primer journal de Botánica: Botaniche Zeitung. De Bary será coeditor y, más tarde, su único editor. En tanto que editor y colaborador de su propia revista, fue una gran influencia sobre el desarrollo de la Botánica. Al finalizar la Guerra Franco-prusiana (1870-1871), de Bary deviene profesor de Botánica en la Universidad de Estrasburgo y llegó a rector de la universidad. Dirigió innumerables de estudios, atendiendo a estudiantes del mundo entero y contribuyendo largamente en el desarrollo de la Botánica.

## Estudio de los hongos
De Bary se consagra al estudio de los hongos. En esa época, muchos hongos eran considerados de generación espontánea. Prueba que los hongos patógenos eran el producto del contenido de células de la planta infectada y que solo podían provenir de otras células ya infectadas.

### La hambruna de los años 1840
Gran hambruna irlandesa
En la época de Bary, el mildiu causa desastres en los cultivos de cosecha, con pérdidas económicas importantes. De Bary estudia el oomycete Phytophthora infestans (entonces llamado Peronospora) y contribuye a identificar su ciclo de vida. El origen de la enfermedad no estaba aún bien conocido aunque Miles Joseph Berkeley (1803-1889) la había descubierto en 1841, identificando al hongo responsable del mildiu, de Bary declara que los Heterobasidiomicetes eran la causa de los cambios patológicos por la peste en las plantas. Concluye que los Pucciniomycetes (royas) y los Ustilaginomycetes (carbones) eran los parásitos.

### Primeros trabajos
De Bary consagra un tiempo considerable al estudio de la morfología de los hongos y remarca que ciertas de sus formas, que aparentaban clasificadas en tanto que especies enteramente, en realidad eran etapas sucesivas de desarrollo del mismo organismo. De Bary estudia el crecimiento de los mixomicetes, y decide reclasificar a los animales inferiores. Es el primero en introducir el término Myxomycota (o Mycetozoa) para englobar los animales inferiores y los mixomicetes. En su trabajo sobre los Mixomicetes (1858), fija que tienen una etapa de su ciclo vital, la etapa plasmodial, donde no toman veramente de forma, como sustancia, que Félix Dujardin (1801-1860) llama protoplasma: se trata de una noción fundamental de la teoría protoplasmática de la vida.
De Bary fue el primero en demostrar la existencia de la sexualidad en los champiñones siguiendo su ciclo de vida en su integralidad. En 1858 observa la reproducción de las algas Spirogyra y, en 1861, describe la reproducción de las Peronosporales (mildiu).

### Experiencias claves y publicaciones
De Bary publica su primer trabajo sobre champiñones en 1861. Después pasa más de 15 años estudiando las Peronosporea, en particular la especie Phytophthora infestans y el género Cystopus (hoy Albugo). En su publicación de 1863 "Recherches sur le developpement de quelques champignons parasites", inocula esporas de Ph. infestans sobre hojas de papa en buena sanidad y observa la penetración y el desarrollo del micelio que affectaba los tejidos, la formación de conidios y la aparición de puntos negros característicos del mildiu.
Repetirá esas experiencias sobre semillas y tubérculos de papa. Observa la acción de los conidios bajo tierra y la infección de los tubérculos, informa que el micelio puede sobrevivir en los tubérculos a un invierno rudo. De esos estudios, deduce que los organismos no pueden crearse espontáneamente.
De Bary lleva un estudio sobre Puccinia graminis, el parásito responsable de la enfermedad de la espiga del trigo, del centeno (Secale cereale) y de otros cereales. Remarca que esos parásitos producen en verano esporas rosadas (uredósporas) y de esporas negras en invierno (teleutósporas). Inocula esporas negras del trigo en hojas de agracejo (Berberis vulgaris) y germinan formando en varios pasos el ecidio de esporas anaranjadas, síntoma típico de la infección. Luego inocula con las ecidiósporas sobre las hojitas de trigo y remarca la aparición de esporas rosadas sobre las plantas.
De Bary demuestra que P. graminis precisa de huéspedes diferentes según las diferentes etapas de su desarrollo, un fenómeno llamado heteroecismo en oposición a autoecismo, cuando el desarrollo se da solo en un huésped. Su descubrimiento expliqua porqué la erradicación del agracejo se utiliza para frenar su expansión.
Estudia igualmente la formación del liquen que se forma entre la asociación de un hongo y de un alga. Y sigue sus estadios de crecimiento y de reproducción así como su adaptabilidad que le hace posible sobrevivir durante el invierno. Introduce el concepto simbiosis en 1879 en su monografía "Die Erscheinung der Symbios", publicada en Estrasburgo en 1879, como "la asociación viva de especies diferentes". Estudia minuciosamente la morfología de los mohos, levaduras y de hongos y desarrolla micología como ciencia.
Sus conceptos y metodologías crean un impacto importante en el mundo de la Bacteriología y de la Botánica, fue uno de los biólogos más importantes del siglo XIX. Publica más de 100 estudios e influencia a muchos estudiantes que serán célebres botánicos y microbiólogos como Sergei N. Winogradsky (1856-1953), William Gilson Farlow (1844-1919), Pierre-Marie-Alexis Millardet (1838-1902).

## Obra
- 1853. De plantarum generatione sexuali. Disertación

- 1853. Untersuchungen über die Brandpilze und die durch sie verursachten Krankheiten der Pflanzen mit Rücksicht auf das Getreide und andere Nutzpflanzen. Habilitationsschrift

- 1859. Mycetezoen. Ein Beitrag zur Kenntnis der niedersten Thiere

- 1863. Die Kartoffelkrankheit, deren Ursache und Verhütung

- con Michail Stepanowitsch Woronin (1863): Beitrag zur Kenntnis der Chytrideen

- 1863. Über die Fruchtentwicklung der Ascomyceten

- 1864–1865. Zur Kenntniss der Peronosporen. Abhandlung, hrsg. von der Senckenbergischen Naturforschenden Gesellschaft: 367–372

- 1864–1865. Beiträge zur Morphologie und Physiologie der Pilze. Abhandlung, hrsg. von der Senckenbergischen Naturforschenden Gesellschaft: 137–232

- 1864–1865. Zur Kenntnis der Mucorinen. Abhandlung, hrsg. von der Senckenbergischen Naturforschenden Gesellschaft: 345–366

- con Mikhail S. Woronin (1865): Supplément à l'histoire des Chytridiacées. Annales des Sciences Naturelles. Botanique: 239–269

- 1866. Morphologie und Physiologie der Pilze, Flechten und Myxomyceten

- 1866. Über die Keimung einiger grosssporiger Flechten, in: Jahrbuch für wissenschaftliche Botanik

- 1866. Neue Untersuchungen über die Uredineen, insbesondere die Entwicklung der Puccinia graminis und den Zusammenhang derselben mit Aecidium Berberidis. Monatsberichte der Königlichen Preußischen Akademie der Wissenschaften zu Berlin

- 1866. Morphologie und Physiologie der Pilze, Flechten und Myxomyceten

- 1867. Neue Untersuchungen über die Uredineen. Monatsberichte der Königlichen Preußischen Akademie der Wissenschaften zu Berlin

- 1869–1870. Eurotium, Erysiphe, Cincinnobolus. Nebst Bemerkungen über die Geschlechtsorgane der Ascomyceten. Abhandlung, hrsg. von der Senckenbergischen Naturforschenden Gesellschaft: 361–455

- 1869. Zur Kenntnis insektentödtender Pilze. Botanische Zeitung: 585–593

- 1869. Die Erscheinung der Symbiose

- 1874. Protomyces microsporus und seine Verwandten: Botanische Zeitung: 81–92

- 1876. Researches into the nature of the potatofungus Phytophthora infestans. J. of Botany: 105–126

- 1876. Researches into the nature of the potato-fungus, Phytophthora infestans. J. of the Royal Agricultural Society of England: 239–269

- 1881. Untersuchungen über die Peronosporeen und Saprolegnieen und die Grundlagen eines natürlichen Systems der Pilze. Tratado, ed. desde Senckenbergischen Naturforschenden Gesellschaft: 225–370

- 1881. Zur Kenntnis der Peronosporeen. Botanische Zeitung: 521–625

- 1883. Zu Pringsheims Beobachtungen über den Befruchtungsact der Gattungen Achlya und Saprolegnia. Botanische Zeitung: 38–60

- 1884. Vergleichende Morphologie und Biologie der Pilze, Mycetozoen und Bakterien. 2.ª ed.

- 1886. Über einige Sclerotien und Sclerotienkrankheiten. Botanische Zeitung: 377–474

- 1887. Comparative Morphology and Biology of the Fungi, Mycetozoa, and Bacteria

- 1888. Species der Saprolegnieen. Botanische Zeitung: 597–653

- La abreviatura «de Bary» se emplea para indicar a Anton de Bary como autoridad en la descripción y clasificación científica de los vegetales.[1]

## Literatura
- Gerhard Drews. Anton de Bary, ein bedeutender Biologe, lehrte in Freiburg, Halle und Strasbourg. In: Freiburger Universitätsblätter, Jg. 2000, H. 149, p. 5-25

- Industrieverband Pflanzenschutz (ed.) Die Pflanzen schützen, den Menschen nützen. Eine Geschichte des Pflanzenschutzes. IPS, Frankfurt am Main 1987, ISBN 3-87079-007-5

- Ilse Jahn (ed.) Geschichte der Biologie. Theorien, Methoden, Institutionen, Kurzbiographien. 3ª ed. Spektrum, Heidelberg u.a. 2000, ISBN 3-8274-1023-1

- Ulrich Kutschera. Darwiniana Nova. Verborgene Kunstformen der Natur. Lit-Verlag, Münster 2011, p. 88-113 ISBN 978-3-643-10378-9

- Karl Mägdefrau. Geschichte der Botanik. Leben und Leistung großer Forscher. 2ª ed. G. Fischer, Stuttgart u.a. 1992, ISBN 3-437-20489-0